# Afrixalus leucostictus
Espèce
Statut de conservation UICN

 LC  : Préoccupation mineure
Afrixalus leucostictus est une espèce d'amphibiens de la famille des Hyperoliidae.

## Répartition
Cette espèce est endémique de l'Est et du centre de la République démocratique du Congo. Elle se rencontre entre 750 et 1 000 m d'altitude,.

## Publication originale
- Laurent, 1950 : Diagnoses préliminaires de treize batraciens nouveaux d’Afrique centrale. Revue de Zoologie et de Botanique Africaine, vol. 44, p. 1–18.